# Villaescusa (Campoo de Enmedio)
Villaescusa es una localidad del municipio cántabro de Campoo de Enmedio (España).

## Toponimia
En el pasado se llamó Villaescusa Solaloma del Bardal. También se le conoce como el pueblo de las cigüeñas.

## Geografía física
La localidad está situada al pie del monte Endino, en el extremo nororiental de la sierra de Híjar. En 2024 tenía 62 habitantes (INE). Se encuentra a una altitud de 882 m s. n. m. Dista 3 kilómetros de la capital municipal, Matamorosa. 
A su término le afecta el lote de caza mayor de la Reserva del Saja, llamado «Lote Izara, Suano y Villaescusa», repartido entre este municipio y Hermandad de Campoo de Suso.

## Naturaleza
Desde el punto de vista medioambiental destaca su bosque de robles y hayas. Cuenta con una zona de nidificación de cigüeña blanca, que ha permitido que en esta localidad se encuentre una de las colonias de cigüeñas más importantes y consolidadas de toda Cantabria.

## Cultura

### Patrimonio material
- Iglesia parroquial de Santa Lucía (siglo XVII), con un retablo de la época.[3]
- Casa de la Torre, construida en el siglo XVII.[4]
- Lavadero.

### Patrimonio inmaterial
- Fiestas por Santa Lucía, en diciembre.[5]

## Premios a la localidad
En el año 2014 recibió el Premio Pueblo de Cantabria, galardón que otorga el Gobierno de Cantabria anualmente a uno de los pueblos de la comunidad.

| Predecesor: Barcenaciones | Premio Pueblo de Cantabria 2014 | Sucesor: Cosío |